# جرج ولکام
جرج ولکام (اسپانیایی: Georgie Welcome‎؛ زادهٔ ۹ مارس ۱۹۸۵) یک بازیکن فوتبال اهل هندوراس است.
وی همچنین در تیم‌های ملی فوتبال هند هندوراس بازی کرده‌است.